# Камен-темељац
Камен-темељац је први камен који се поставља у темељ грађевине. Преузима највећи терет и одређује локацију зграде. У садашњем времену представља концепт који означава основу, почетак или суштину нечега. Постало је широко распрострањено захваљујући Библији, где се углавном користило као метафора.
Према јеврејском предању, у светињи над светињама Соломоновог храма налазила се стена, која се сматра каменом-темељцем васељене.
Камен-темељац се поставља на видном месту зграде са датумом изградње и именом архитекте, градитеља и других укључених лица. Ритуал полагања камена-темељца постао је важан и саставни део западне културе. Неки каменчићи су испуњени капсулама са порукама за потомство.

## Галерија
- Патријарх српски Павле освештава камен-темељац храма Сабора српских светитеља у Канади, 14. јуна 1994. године
- Камен-темељац Цркве Светог Саве у Торонту